# Dioctria arnoldii
Dioctria arnoldii är en tvåvingeart som beskrevs av Richter 1964. Dioctria arnoldii ingår i släktet Dioctria och familjen rovflugor. Inga underarter finns listade i Catalogue of Life.